# Trasplantament
En medicina, un trasplantament és una operació quirúrgica que consisteix a reemplaçar un òrgan o teixit que ha perdut la seva funció per un de funcional, provinent d'un donant viu o mort. La diferència entre trasplantament i implant és que el primer es fa amb una anastomosi quirúrgica dels vasos sanguinis nodridors i/o funcionals, mentre que l'implant és avascular. Un tipus de trasplantament particular és la transfusió de sang, tanmateix en un sentit estricte, es parla de trasplantaments quan es tracta d'implantar teixits cohesionats. Una de les dificultats després del trasplantament és el rebuig del mateix per part del sistema immunitari especialment si el donant és una persona diferent que el receptor.

## Tipus de trasplantaments
Autotrasplantament o autoempelt o trasplantament autòlegQuan el donant i el receptor són la mateixa persona. Es fa principalment en el cas de teixits: pell, os, vasos, o medul·la òssia.
Isotrasplantament o isoempeltQuan donant i receptor són bessons idèntics o univitelins. En aquest cas s'evita el problema del rebuig de l'òrgan.
Al·lotrasplantament o homotrasplantament o trasplantament homòleg o al·loempeltsi procedeix d'un individu de la mateixa espècie i de diferent constitució genètica.
Xenotrasplantament o heterotrasplantament o trasplantament heteròleg o xenoempeltQuan donant i receptor són d'espècies diferents. Per exemple s'usen les vàlvules cardíaques del porc per a trasplantament a humans.

## Òrgans trasplantats
Els trasplantaments més freqüents són els de ronyó. Se'n fan també molts de fetge, cor, pulmó, pàncrees i més rarament d'intestí.
Pel que fa als teixits es trasplanta: còrnia, os, vàlvula cardíaca o vas sanguini i medul·la òssia. Més experimentalment es trasplanten teixits compostos com la mà o parts de la cara.
Hi ha d'haver una certa compatibilitat immunològica entre el receptor i l'òrgan trasplantat a fi de disminuir el risc de rebuig del trasplantament (reacció del sistema immunitari del receptor contra l'òrgan trasplantat que pot portar a la destrucció d'aquest últim). Com a mínim cal una compatibilitat al nivell del grup sanguini.
La transfusió sanguínia no es considera com un trasplantament, ja que no porta els mateixos problemes ni requisits.

## Donació i trasplantament d'òrgans
Habitualment procedeixen de cadàvers en un estat de mort cerebral, en aturada cardíaca definitiva, o en alguns casos (ronyó, part del fetge, lòbul pulmonar) s'extreuen d'una persona viva.

### Història
El difícil inici dels trasplantaments renals, tant per la procedència de l'òrgan com per les tècniques utilitzades, fan que no sigui fins al 1940-1950, a França i Estats Units, quan es realitzaran els primers trasplantaments renals amb èxit. Les dificultats en els primers intents van fer creure que els trasplantaments només podrien ser entre bessons monozigòtics. A Espanya es van iniciar durant la dècada dels 60, essent en l'actualitat 
un dels pioners en els trasplantaments renals i capdavanters en el ranking mundial. Actualment es realitzen al voltant de 2.000 trasplantaments renals anuals, sent més de 4.000 pacients que es troben en llista d'espera.
La donació és un acte altruista i anònim pel qual una persona, o la seva família, manifesta la voluntat que, a partir del moment de la seva mort, qualsevol part del seu cos que sigui apta per al trasplantament pugui ser utilitzada per ajudar altres persones o per a mitjans científics. Qualsevol persona pot ser donant (amb bona salut fins al moment de la donació). Estan acceptades des del punt de vista mèdic, ètic i legal. Les donacions poden ser de donant viu o donant cadàver (en mort cerebral o per parada cardiorespiratòria). Es donen òrgans, teixits, sang i precursors hematopoètics.
Els receptors seran aquelles persones en llista d'espera que siguin més semblants genèticament.
Perquè la donació sigui possible, l'individu haurà d'estar en mort cerebral, és a dir, absència d'activitat en el cervell i en el tronc de l'encèfal. Existeix un protocol d'exploració clínica pel diagnòstic de mort encefàlica.
En la compatibilitat donant-receptor s'han de tenir en compte molts factors: grup sanguini, sistema HLA, inexistència d'anticossos en el receptor contra l'òrgan i factors físics.
A partir de les necessitats i dels perfils dels pacients es desenvolupen les llistes d'espera (bases de dades, específiques per a cada òrgan, que permeten escollir el receptor més adequat), dins les quals cal remarcar les llistes d'espera especial en les que hi figuren persones en urgència (urgència 0 i extrema urgència), persones hiperimmunitzades i nens.
Legislació: la Llei de Trasplantament 30/1979 de 27 d'octubre de l'Estat Espanyol, és una llei de consentiment presumpte: tothom és donant si no ha deixat constància en vida del contrari, això no obstant, sempre és la família la que ho decideix.
A data de gener de 2020 Catalunya es mantenia com un dels referents mundials en aquest àmbit, amb un total de 1.296 trasplantaments fets el 2019 per hospitals catalans, i que suposa una de les taxes més elevades del món; a l'estat espanyol és de 116 i a Europa, de 67. Segons dades de l'Organització Catalana de Trasplantaments (OCATT), per sisè any consecutiu s'havia superat el nombre de trasplantaments fets l'any anterior, i també es destacava que havia augmentat un 14,6% la donació de persones mortes i s'havia recuperat la d'òrgans i teixits de donants vius després de cinc anys a la baixa.

### Cronologia dels trasplantament amb èxit
- 1905: Primer trasplantament de còrnia per Eduard Zirm[2]
- 1954: Primer de ronyó per Joseph Murray (Boston, EUA)[3]
- 1966: Primer de pàncrees per Richard Lillehei and William Kelly (Minnesota, EUA)
- 1967: Primer de fetge per Thomas Starzl (Denver, EUA)
- 1967: Primer de cor per Christiaan Barnard (Ciutat del Cap, Sud-àfrica)
- 1981: Primer de cor i pulmó per Bruce Reitz (Stanford, EUA)
- 1983: Primer de lòbul de pulmó per Joel Cooper (Toronto, Canadà)
- 1986: Primer dels dos pulmons (Ann Harrison) per Joel Cooper (Toronto, Canadà)
- 1987: Primer complet del pulmó per Joel Cooper (St. Louis, EUA)
- 1995: Primer a través del laparoscopi amb un donant viu (nefrectomia) per Lloyd Ratner i Louis Kavoussi (Baltimore, EUA)
- 1998: Primer amb un donant viu parcial de pàncrees per David Sutherland (Minnesota, EUA)
- 1998: Primer de mà (França)
- 2005: Primer parcial de cara (França)
- 2005: Primer de penis (Xina)[4]
- 2006: Primer de mandíbula per Eric M. Genden (Mount Sinai Hospital, New York)[5]
- 2008: Primer dels dos braços per Edgar Biemer, Christoph Höhnke i Manfred Stangl (Universitat Tècnica de Múnic, Alemanya)
- 2008: Primer nadó nascut a partir d'un l'ovari trasplantat.[6]
- 2008: Primer de tràquea utilitzant les mateixes cèl·lules mare del pacient, de Paolo Macchiarini (Barcelona)[7]
- 2008: Primer de prop (80%) de la superfície total de la cara (inclòs el paladar, el nas, les galtes i les parpelles per Maria Siemionow (Cleveland, EUA)
- 2010: Primer facial complet, pel Dr Joan Pere Barret i l'equip (Hospital Universitari Vall d'Hebron, el 26 de juliol de 2010 a Barcelona)[8]
- 2011: Primer doble de cames, pel Dr Cavadas i l'equip (Hospital La Fe de València).[9]